# Improvisationstheater
Improvisationstheater (oft auch kurz Improtheater) ist eine Form des Theaters, in der dramatische Szenen ohne einen geschriebenen Dialog und mit weniger oder gar keiner vorbestimmten dramatischen Handlung dargestellt werden: Es wird eine Szene oder es werden mehrere Szenen gespielt, die zuvor nicht inszeniert sind. Meist lassen sich die Schauspieler ein Thema oder einen Vorschlag aus dem Publikum geben. Diese Vorschläge sind dann Auslöser für die daraufhin spontan entstehenden Szenen. Häufig werden die Spieler durch einen – meist ebenfalls improvisierenden –  Musiker begleitet.

## Geschichte
Als Vor- bzw. Übergangsform dürfte das Extempore als Einlage innerhalb eines Schauspiels bzw. das Stegreiftheater von Bedeutung gewesen sein. Erste Ursprünge hierfür lassen sich bis ins antike Griechenland zurückverfolgen (Mimus). Allerdings trat die Improvisation bzw. das Extempore im Laufe der Geschichte mit der Entwicklung einer literarischen Theatertradition ab dem 18. Jahrhundert immer mehr in den Hintergrund.
In der Neuzeit lassen sich Belege für improvisiertes Theater in Italien und Frankreich vor allem im Bereich der Commedia dell’arte finden. Anfang des 20. Jahrhunderts gab es weitere Experimente, z. B. die Stegreifkomödie,
das Stegreiftheater, das Jacob Levy Moreno mit psychotherapeutischen Zielsetzungen zunächst in Wien und später in den USA zum psychodramatischen Rollenspiel weiterentwickelte.
In den 1940er Jahren erschuf die Amerikanerin Viola Spolin Improvisationstechniken und Improspiele. Von ihrem Sohn Paul Sills wurde Improtheater in Amerika weiterentwickelt. Dessen im Jahre 1955 in Chicago gegründete studentische Schauspielgruppe „The Compass“ war wahrscheinlich die früheste Improvisationstheatergruppe im heutigen Sinne. Sie führte – inspiriert durch Bertolt Brechts Theatertheorien und Theater-Spielen von Viola Spolin – nach so genannten Scenarios gesellschaftskritische, satirische Improvisationen auf. Darüber hinaus wurden nach Vorgaben des Publikums kurze Szenen improvisiert. Die Improvisation errang allmählich die Anerkennung als eigenständige Kunstform: Ihre Berechtigung liegt nicht nur in der Probenarbeit des regulären Theaterbetriebs und in den Schauspielschulen, sondern sie kann nunmehr auch als alleinige Grundlage für Aufführungen dienen. Parallel dazu wurden Improvisationen als nicht selten überwiegender Bestandteil musikalischer Darbietungen u. a. auch ein Merkmal des Jazz und daraus sich entwickelnder Musikrichtungen wie Blues und Rock.
In den 1970er Jahren schuf Keith Johnstone in England das Konzept Theatersport, die bis heute populärste Form des Improtheaters. Johnstone exportierte es nach Kanada, wo er das heute noch existente Loose-Moose-Theater gründete.
Im deutschsprachigen Raum wurde Improvisationstheater von Bill Mockridge als Unterhaltungsform etabliert. Die von ihm gegründete Springmaus, welche sich an der nordamerikanischen Kompagnie Second City orientierte, popularisierte das Genre in Deutschland. Noch immer gastiert das Springmaus Improvisationstheater deutschlandweit in hoher Frequenz, bildet in seinen Programmen das gesamte Spektrum zeitgenössischer Improvisation ab und wird heute in zweiter Generation von seinem Sohn, Nicholas Mockridge, geleitet.
Del Close entwickelte einen festgelegten Ablauf, die erste Langform eines Improvisationstheaters. Der sogenannten „Harold“ machte damit erst viele heute bekannte abendfüllende Improformate möglich.
Zu Beginn des 21. Jahrhunderts verbreitete sich Theatersport und Improvisationstheater global. Unzählige Formen und Formate haben sich inzwischen ausdifferenziert und wurden von immer mehr Quellen inspiriert und beeinflusst.

## Theorie
Gunter Lösel vergleicht die Theorieansätze der „Klassiker“ (Moreno, Spolin, Johnstone, Close...), sucht Gemeinsamkeiten und entwickelt daraus – unter Verwendung des Konzepts der Performativität von Erika Fischer-Lichte – eine Theorie der Aufführung des Improvisationstheaters: 
In der Theorie und der Praxis des Improvisationstheaters haben sich grundlegende allgemeine Regeln der Produktion etabliert. So besitzt jeder Mensch bereits alle wichtigen Eigenschaften wie Erzählen oder Spontanität. Der Großteil der Regeln beschäftigt sich mit der Beseitigung von Abwehrmechanismen und Blockaden. Eine Geschichte entsteht aus der Spontaneität und gegenseitigen Inspiration der Impro-Spieler. Der verneinende Intellekt weicht der Phantasie. Ohne Widerstände kann sich eine Improvisation selbstorganisierend entwickeln. Schöpferische Quellen sind dabei das Unbewusste, die Emergenz und der Zufall.
Dem Problem einer schwankenden Qualität wird auf verschiedenen Weisen begegnet. Die Commedia dell’arte überbrückte schwache Momente mit ihren „lazzi“, „tirate“ und „bravure“ und das Ensemble half, wenn ein Schauspieler nicht weiter wusste und unterstützte ihn. Moreno sah das Problem einer schwankenden Qualität als unüberwindbar, erst die Chicago-Schule und Johnstone finden Antworten auf das Problem. Im Improvisationstheater wird eine Ästhetik des Imperfekten gepflegt. Das Scheitern wird positiv gerahmt, der Rahmen Theatersport fängt z. B. schlechte Szenen auf, im Sport ist das Verlieren ein wichtiger Teil des Ereignisses.

## Formen
- Kurzformen: Die jeweilige Szene dauert nur wenige Minuten. Hier gibt es Hunderte von Spielen („Games“) verschiedenster Kategorien, zum Beispiel Gromolo-Spiele, Synchronisationsspiele und viele andere mehr. Häufig werden kurze Szenen im Rahmen einer „Impro-Show“ zusammengefasst. Die Impro-Show hat oft ein Motto oder einen formalen Rahmen. Die kurzen Szenen werden in der Regel auch beim Theatersport benutzt.
- Theatersport: Beim Theatersport treten zwei Mannschaften in verschiedenen Disziplinen gegeneinander an und versuchen, durch besonders gute Szenen die Gunst des Publikums zu erlangen. Der Begriff „Theatersport“ wurde von Keith Johnstone begründet.
- Langformen: Die Szene dauert mindestens 15–20 Minuten. Eine typische Langform ist der Harold: Impressionen über ein Thema, oft auch mit autobiographischen Elementen der Schauspieler, die collagenartig gesammelt und miteinander verwoben werden.
- Impro-Krimi: In verschiedenen Formaten, die sich vor allem durch die Beteiligung der Zuschauer unterscheiden, meist als Langform-Improvisation aufgeführtes Format.
- Improvisation mit Regisseur: Ein längeres Theaterstück, bei dem ein Regisseur eingreifen kann.
- Impro-Soap: Eine improvisierte, auf mehrere Folgen angelegte Seifenoper
- Biographietheater: Ein geladener Gast erzählt aus seinem Leben. Diese Geschichte wird gleichzeitig improvisiert. Dies geschieht beim Improtheater eher unterhaltsam, beim Playback Theater eher psychologisierend.
- improvisierte musikalische Formen, wie Oper, Musical, Grand Prix
- Action Theater: Eine von der Performerin Ruth Zaporah gegründete körperbetonte Form des Improtheaters.
- Angewandte Improvisation: Erlebbare Übungen aus dem Fundus des Improvisationstheaters zur Unterstützung von  Organisations- und Personalentwicklung. Die angewandte Improvisation verwendet die Prinzipien und Methoden des Improvisationstheaters und überträgt diese auf andere Bereiche, z. B. auf wirtschaftliches Handeln, Training und Beratung, Therapie oder Gesundheitsförderung.[9]

## Fernsehen und Schule
Im britischen und US-amerikanischen Fernsehen ist Whose Line Is It Anyway? eine bekannte Comedyshow, die auf dem Prinzip des Improvisationstheaters beruht (und auch viele aus den Impro-Kurzformen bekannten Spiele verwendet). Im Deutschen Fernsehen diente sie als Vorbild für die Improvisationscomedy Frei Schnauze und Frei Schnauze XXL (RTL). Zwei weitere deutschsprachige Sendungen aus dem Genre Improvisationscomedy sind Schillerstraße  (Sat.1) und Durchgedreht! (ZDF).
Improvisationstheater wird auch in der Schule, besonders im Fach Darstellendes Spiel und in der Interaktionspädagogik, angewandt. Die Lernenden treten in eine gemeinsame Interaktion und die nötigen Handlungskompetenzen der Sozialisation werden gefördert. Bei der Improvisation im Schulunterricht können vor allem Grundqualifikationen des sozialen Handelns wie Empathie, Ambiguitätstoleranz und Identitätsdarstellung trainiert werden.